# Herbert von Berenberg-Goßler

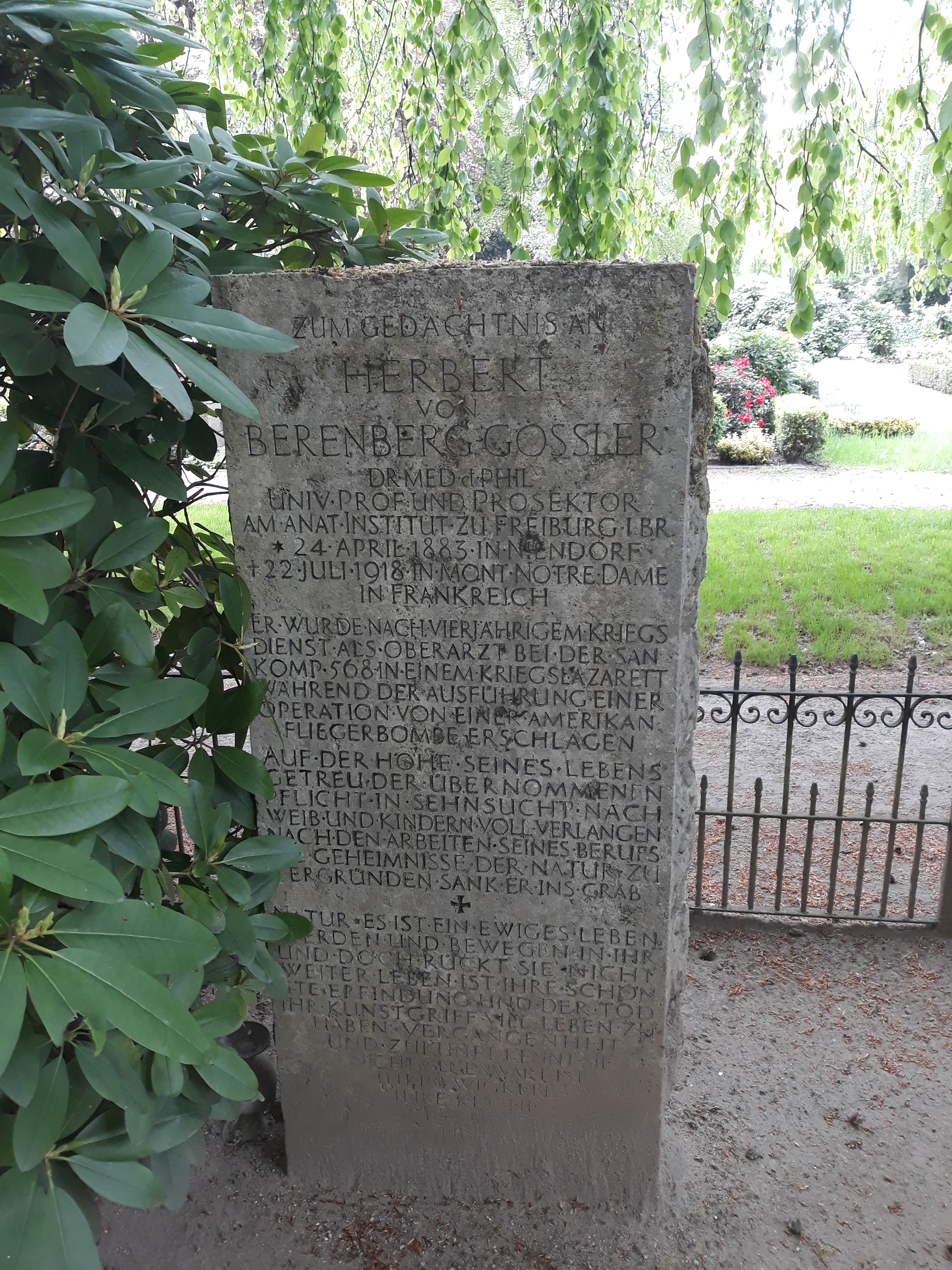
Gedenkstein Herbert von Berenberg-Goßler auf dem Alten Niendorfer Friedhof in Hamburg.

Herbert von Berenberg-Goßler (* 24. April 1883 in Niendorf, Provinz Schleswig-Holstein; † 22. Juli 1918 in Mont-Notre-Dame, Département Aisne) war ein deutscher Anatom.

## Leben
Berenberg-Goßler besuchte die Gelehrtenschule des Johanneums und bestand Michaelis 1901 die Abiturprüfung. Nach sechs freien Monaten im Ausland studierte er ein Semester an der Universität Genf und vier Semester an der Albert-Ludwigs-Universität Freiburg Vorklinik. 1903 wurde er im Corps Hasso-Borussia Freiburg recipiert. 1908 wurde er an der Christian-Albrechts-Universität zu Kiel zum Dr. med. promoviert. An der Ludwig-Maximilians-Universität München folgte 1909 die Promotion zum Dr. phil. 1910 ging er als Assistent an das Anatomische Institut in Freiburg. 1912 habilitierte er sich bei Robert Wiedersheim. 1914 wurde er Prosektor. Ab 1915 war er Soldat im Deutschen Heer. Zum Juli 1918 sollte er ein Extraordinariat erhalten. Die Stelle konnte er nicht antreten, weil er an der Westfront im Tal der Vesle von einer Fliegerbombe getroffen wurde. Er kam in ein Feldlazarett in Mont-Notre-Dame, wo er mit 35 Jahren starb. Beigesetzt wurde er auf dem Alten Niendorfer Friedhof.
Sein Schwiegersohn war der Mediziner und Hochschullehrer Richard Böhmig.